# Рис (Мичиген)
Рис (енгл. Reese) град је у америчкој савезној држави Мичиген.

## Демографија
По попису из 2010. године број становника је 1.454, што је 79 (5,7%) становника више него 2000. године.
| Група             | 2000.         | 2010.         |
| Белци             | 1.337 (97,2%) | 1.367 (94,0%) |
| Афроамериканци    | 1 (0,1%)      | 10 (0,7%)     |
| Азијати           | 1 (0,1%)      | 10 (0,7%)     |
| Хиспаноамериканци | 25 (1,8%)     | 62 (4,3%)     |
| Укупно            | 1.375         | 1.454         |